# Agrimonia aitchisonii
Agrimonia aitchisonii, jedna od 18 vrsta u rodu Agrimonia, porodica ružovki.
Raste na Kumaun Himalajama u Uttarakhandu, Indija. Ljekovita je i koristi se za liječenje jetre i probavnog i dišnog poremećaja.
Eterično ulje ove biljke dobiveno destilacijom pomoću vodene pare bogato je metil mirtenatom (62.4%), a ostale komponente u postocima su limonen (7.2%), linalool (4.8%), mirtenil acetat, (4.6%), Linalil acetat (5.9%) i zingiberen (2.4%).